# Woody Harrelson
Woodrow Tracy Harrelson, més conegut artísticament com a Woody Harrelson (Midland, Texas, 23 de juliol de 1961) és un actor estatunidenc.

## Biografia
Fill de l'assassí a sou Charles Harrelson (1938-2007), empresonat a perpetuïtat el 1979 al ADX Florence per l'homicidi d'un jutge federal a San Antonio, viurà des de 1973 (9 anys després del divorci dels seus pares) amb la seva mare Diane Lou (nascuda Oswald) a Lebanon (Ohio), ciutat natal d'aquesta última.
Després d'haver-se diplomat en anglès i art dramàtic a l'Hanover College a Indiana, Woody Harrelson comença la seva carrera a la pantalla petita. El 1982, forma part del repartiment de la reeixida sèrie estatunidenca Cheers. Després debuta en el cinema interpretant un estudiant i jugador de futbol americà, en la comèdia Wildcats (1986).
En aquesta primera pel·lícula, Woody Harrelson té com a company Wesley Snipes, a qui donarà de nou la rèplica a White Men Can't Jump i la pel·lícula policíaca Money Train. Es casa llavors amb Demi Moore a Una proposició indecent el 1993.
L'èxit li arriba després d'haver ocupat el cap de cartell de dues pel·lícules polèmiques: Nascuts per matar d'Oliver Stone, on encarna Mickey Knox, un assassí en sèrie, adepte a l'ultraviolència gratuïta, i L'escàndol de Larry Flynt de Milos Forman. La seva interpretació de nabab del porno americà li val una nominació a l'Oscar al millor actor.
Gaudint gràcies a aquestes dues pel·lícules d'un prestigi creixent, Woody Harrelson es gira cap a papers més «sensats»: periodista britànic commovedor fa causa per a una adolescent bòsnia a Welcome to Sarajevo, petit granger reivindicant la seva independència a The Hi-Lo Country, germà cornut de Matthew McConaughey a Edtv o boxejador, company d'Antonio Banderas a Play It to the Bone. Paral·lelament, no vacil·la a conformar-se amb petits papers o amb simples aparicions a La cortina de fum, Self Control, on interpreta un transvestit, i She Hate Me de Spike Lee.
El 2005, dona la rèplica a Charlize Theron a North Country, després l'última pel·lícula de Robert Altman, The Last Show, així com  A Scanner Darkly de Richard Linklater, al costat de Keanu Reeves i Robert Downey Jr.. Membre de l'obra orquestrada per Joel i Ethan Coen el 2007, No Country for Old Men, Woody Harrelson fa un salt, passant d'un drama centrat en les manifestacions contra l'OMC de 1999 a Batalla a Seattle de Stuart Townsend a una comèdia sobre el basquet amb Will Ferrell en Semi-pro.
El 2008, actua a 2012, inspirada en una profecia Maia que dataria la fi de les nostres civilitzacions el 21 de desembre de 2012. El 2009, actua a la pel·lícula Benvinguts a Zombieland en el paper d'un dels supervivents, Tallahassee.
El 2021 va participar en la pel·lícula Triangle of Sadness, protagonitzant el paper del capità Thomas Smith en la pel·lícula dirigida per Ruben Östlund que va guanyar la Palma d'Or del Festival de Cinema de Cannes de l'any 2022.

## Filmografia

### Cinema
- 1978: Harper Valley P.T.A. de Richard C. Bennett (figuració)
- 1986: Wildcats de Michael Ritchie: Krushinski
- 1991: Ted and Venus de Bud Cort: el veterà del Vietnam sense domicili
- 1991: L.A. Story de Mick Jackson: el cap de Harris
- 1991: Doctor Hollywood de Michael Caton-Jones: Hank Gordon
- 1992: Els blancs no la saben ficar de Ron Shelton: Billy Hoyle
- 1993: Una proposició indecent d'Adrian Lyne: David Murphy
- 1994: I'll Do Anything de James L. Brooks: Ground Zero Hero
- 1994: The Cowboy Way de Gregg Champion: Pepper Lewis
- 1994: Nascuts per matar d'Oliver Stone: Mickey Knox
- 1995: Assalt al tren dels diners de Joseph Ruben: Charlie
- 1996: The Sunchaser de Michael Cimino: Dr. Michael Reynolds
- 1996: Kingpin de Peter Farrelly, Bobby Farrelly: Roy Munso
- 1996: L'escàndol de Larry Flynt de Milos Forman: Larry Flynt
- 1997: Welcome to Sarajevo de Michael Winterbottom: Flynn
- 1997: La cortina de fum de Barry Levinson: Sergent William Schumann
- 1998: Palmetto de Volker Schlöndorff: Harry Barber
- 1998: The Thin Red Line de Terrence Malick: Sergent Keck
- 1998: The Hi-Lo Country de Stephen Frears: Big Boy Matson
- 1999: EDtv de Ron Howard: Ray Pekurny
- 1999: Play It to the Bone de Ron Shelton: Vince Boudreau
- 1999: Austin Powers 2 de Jay Roach: Ell mateix
- 2003: Self Control de Peter Segal: Galaxya/Guàrdia de seguretat
- 2003: Scorched de Gavin Grazer: Woods
- 2004: She Hate Me de Spike Lee: Leland Powell
- 2004: El gran cop de Brett Ratner: Stan Lloyd
- 2005: Un cop de sort de Mark Mylod: Raymond
- 2005: En terra d'homes de Niki Caro: Bill White
- 2005: The Prize Winner of Defiance, Ohio de Jane Anderson: Kelly Ryan
- 2006: A Scanner Darkly de Richard Linklater: Luckman
- 2006: A Prairie Home Companion de Robert Altman: Dusty
- 2007: The Walker de Paul Schrader: Carter Page III
- 2007: Batalla a Seattle de Stuart Townsend: Dale
- 2008: Surfer, Dude de S.R. Bindler: Jack Mayweather
- 2008: Transsiberià de Brad Anderson: Roy
- 2008: No Country for Old Men d'Ethan Coen, Joel Coen: Carson Wells
- 2008: Love Manager de Stephen Belber: Jango
- 2008: Sleepwalking de Bill Maher: Randall
- 2008: The Grand de Zak Penn: One Eyed Jack Faro
- 2008: Semi-pro de Kent Alterman: Monix
- 2009: Set ànimes de Gabriele Muccino: Ezra Turner
- 2009: 2012 de Roland Emmerich: Charlie Frost
- 2009: Benvinguts a Zombieland de Ruben Fleischer: Tallahassee
- 2009: The Messenger d'Oren Moverman: Tony Stone
- 2010: Defendor de Peter Stebbings: Arthur Poppington / Defensor
- 2010: Bunraku de Guy Moshe: The Bartender
- 2011: Friends with Benefits de Will Gluck: Tommy
- 2012: Els jocs de la fam de Gary Ross: Haymitch Abernathy
- 2012: Rampart d'Oren Moverman: Dave Brown
- 2012: Game Change de Jay Roach: Steve Schmidt
- 2012: Seven Psychopaths de Martin McDonagh: Charlie
- 2013: Ara em veus de Louis Leterrier: Merritt Osbourne
- 2013: Out of the Furnace de Scott Cooper: Curtis DeGroat
- 2013: The Hunger Games: Catching Fire de Francis Lawrence: Haymitch Abernathy
- 2016: A la sombra de Kenedy
- 2016: Ara em veus 2 de Jon M. Chu: Merritt McKinney
- 2018: Solo: A Star Wars Story de Ron Howard: Tobias Beckett
- 2019: Zombieland: Double Tap: Tallahassee
- 2019: Midway de Roland Emmerich: Almirall Chester Nimitz
- 2021: Kate de Cedric Nicolas-Troyan: Varrick
- 2022: Triangle of Sadness de Ruben Östlund: Capità Thomas Smith

### Televisió
- 1985-1993: Cheers: Woody Boyd
- 1987: Bay Coven: Slater
- 1988: Cool Blue: Dustin
- 1988: Killer Instinct: Charlie Long
- 1990: Cheers: 20th Anniversary Special: Woody
- 1990: Mother Goose Rock 'n' Rhyme: Lou the Lamb
- 1993: Cheers: Last Call!: Woodrow Tiberius 'Woody' Boyd
- 1994: The Simpsons - temporada 6, episodi: Woody Boyd (veu)
- 1996: Spin City - temporada 1, episodi 9: Tommy Dugan
- 2001: Will and Grace - Temporada 3 i 4, 7 episodis: Nathan
- 2014: True Detective - Temporada 1: detectiu Martin Eric

## Premis i nominacions

### Premis
- 1989. Primetime Emmy al millor actor secundari en sèrie còmica per Cheers
- 1993. Premi Razzie al pitjor actor secundari per Una proposició indecent
- 1994. Premi MTV Movie al millor petó amb Demi Moore per Una proposició indecent

### Nominacions
- 1987. Primetime Emmy al millor actor secundari en sèrie còmica per Cheers
- 1988. Primetime Emmy al millor actor secundari en sèrie còmica per Cheers
- 1990. Primetime Emmy al millor actor secundari en sèrie còmica per Cheers
- 1991. Primetime Emmy al millor actor secundari en sèrie còmica per Cheers
- 1997. Oscar al millor actor per L'escàndol de Larry Flynt
- 1997. Globus d'Or al millor actor dramàtic per L'escàndol de Larry Flynt
- 1999. Primetime Emmy al millor actor convidat en sèrie còmica per Frasier
- 2010. Oscar al millor actor secundari per The Messenger
- 2010. Globus d'Or al millor actor secundari per The Messenger
- 2012. Primetime Emmy al millor actor en minisèrie o telefilm per Game Change
- 2013. Globus d'Or al millor actor en minisèrie o telefilm per Game Change